# Almost Unplugged
Almost Unplugged ist das 2008 veröffentlichte Livealbum der schwedischen Hard-Rock-Band Europe. Es ist der am 21. Mai 2008 verstorbenen US-amerikanischen Gitarristin Michelle Meldrum gewidmet, die mit dem Europe-Gitarristen John Norum verheiratet war.

## Hintergrund
Am 26. Januar 2008 trat Europe zu einem einmaligen Konzert gemeinsam mit einem Streichquartett in Stockholm auf. Neben bekannten Titeln der Gruppe wurden auch Coverversionen verschiedener Lieder von Pink Floyd (Wish You Were Here), Led Zeppelin (Since I’ve Been Login’ You), Thin Lizzy (Suicide) und UFO (Love to Love) gespielt. Das Ereignis wurde als Webcast übertragen, später wurde entschieden, die Aufnahme auch auf Tonträger verfügbar zu machen.

## Titelliste
1. Got to Have Faith (Joey Tempest, John Norum) – 4:15
2. Forever Travelling (Tempest, Mic Michaeli) – 4:22
3. Devil Sings the Blues (Tempest, Michaeli) – 6:26
4. Wish You Were Here (David Gilmour, Roger Waters) – 4:36
5. Dreamer (Tempest) – 4:23
6. Love to Love (Phil Mogg, Michael Schenker) – 7:31
7. The Final Countdown (Tempest) – 5:46
8. Yesterday's News (Tempest, Kee Marcello, John Levén, Ian Haugland, Michaeli) – 6:30
9. Since I've Been Lovin' You (Jimmy Page, Robert Plant, John Paul Jones) – 7:24
10. Hero (Tempest) – 4:26
11. Suicide (Phil Lynott) – 5:42
12. Memories (Tempest) – 5:51
13. Superstitious (Tempest) – 4:39
14. Rock the Night (Tempest) – 5:51

## Rezeption
Greg Prato schrieb für Allmusic, nur wenige Hair-Metal-Bands der 1980er Jahre wären „bekannt dafür gewesen, ihre jeweiligen Instrumente tatsächlich zu beherrschen“. Eine Gruppe, die tatsächlich in der Lage gewesen sei, ihr »Pretty Boy«-Image „mit Können zu hinterlegen“, sei Europe gewesen. Almost Unplugged zeige die Gruppe mit einem Streichquartett, mit dem gemeinsam sie einige Rock-Klassiker zusammen mit eigenem Material und dem „immer noch bombastischen“ The Final Countdown vortragen würden. Überraschenderweise fehle die Powerballade Carrie, von der man annehmen dürfe, „dass sie gut in den instrumentalen Rahmen gepasst“ hätte. Almost Unplugged sei „ein weiterer Beweis, dass Europe Könige des Arena Rock“ seien – zumindest in Europa.

## Beteiligte Musiker
- Gesang: Joey Tempest
- Gitarren: John Norum
- Bas: John Levén
- Keyboard: Mic Michaeli
- Schlagzeug: Ian Haugland
- Erste Violine: Malin-My Nilsson
- Zweite Violine: Victoria Lundell
- Bratsche: Jonna Inge
- Violoncello: Anna Landberg Dager